# Cerianthidae
Cerianthidae Milne-Edwards & Haime, 1852 è una famiglia di celenterati antozoi dell'ordine Spirularia.

## Tassonomia
Comprende i seguenti generi:
- Anthoactis Leloup, 1932
- Apiactis Beneden, 1897
- Bursanthus Leloup, 1968
- Ceriantheomorphe Carlgren, 1931
- Ceriantheopsis Carlgren, 1912
- Cerianthus Delle Chiaje, 1841
- Engodactylactis Leloup, 1942
- Isodactylactis Carlgren, 1924
- Nautanthus Leloup, 1964
- Pachycerianthus Roule, 1904
- Paradactylactis Carlgren, 1924
- Parovactis Leloup, 1964
- Peponactis Van Beneden, 1897
- Plesiodactylactis Leloup, 1942
- Sacculactis Leloup, 1964
- Solasteractis Van Beneden, 1897
- Synarachnactis Carlgren, 1924
- Syndactylactis Carlgren, 1924
- Trichactis Leloup, 1964